# Alexander Rosen
Alexander Rosen (Augusta, 10 aprile 1979) è un dirigente sportivo ed ex calciatore tedesco, di ruolo difensore, dal 2013 direttore sportivo dell'Hoffenheim.

## Carriera

### Club
Rosen debuttò nella Bundesliga con la maglia dell'Eintracht Francoforte: il 20 febbraio 1999, infatti, subentrò a Frank Gerster nella sconfitta per 4-1 contro il Monaco 1860. L'anno seguente, passò in prestito all'Augusta e, dopo un breve ritorno a Francoforte, fu ceduto con la medesima formula all'Osnabrück. Nel 2002, passò al Saarbrücken a titolo definitivo. Dopo aver giocato anche nell'Elversberg, si trasferì ai norvegesi del Follo. Nel 2007 tornò in Germania, per vestire le casacche di Stuttgarter Kickers e Hoffenheim II.

### Nazionale
Fece parte della squadra che partecipò al mondiale Under-20 1999.